# アドリアン・クリシャン
アドリアン・クリシャン（Adrian Crisan、1980年5月7日 - ）は、ルーマニアビストリツァ出身の卓球選手。クリサンとも表記。
尊敬している卓球選手はヤン＝オベ・ワルドナー。

## 略歴
1997年のヨーロッパユース選手権の混合ダブルスで優勝した。
世界選手権には1997年のマンチェスター大会、1999年のアイントホーフェン大会、2001年の大阪大会、2003年のパリ大会、2004年のドーハ大会、2005年の上海大会、2006年のブレーメン大会、2007年のザグレブ大会、2008年の広州大会に出場している。
シングルス最高成績は2001年、2003年のベスト16。2005年にリオデジャネイロで行われたITTFプロツアーで優勝している。2006年、2007年にはヨーロッパトップ12に出場を果たした。

## プレースタイル
時折見せる強烈なバックハンドドライブなどのヨーロッパらしい豪快な一面もあれば、その逆にヨーロッパらしくないイヤラシサも持ち合わせる選手。ティモ・ボルとの相性が良い。

## 主な戦績
- 1997年
  - ヨーロッパユース選手権 ジュニアの部 混合ダブルス優勝
- 2001年
  - 第46回世界選手権大阪大会 男子シングルス ベスト16
- 2003年
  - 第47回世界選手権パリ大会 男子シングルス ベスト16
- 2005年
  - ITTFプロツアー・ブラジルオープン 男子シングルス優勝